# Borgo Teresiano

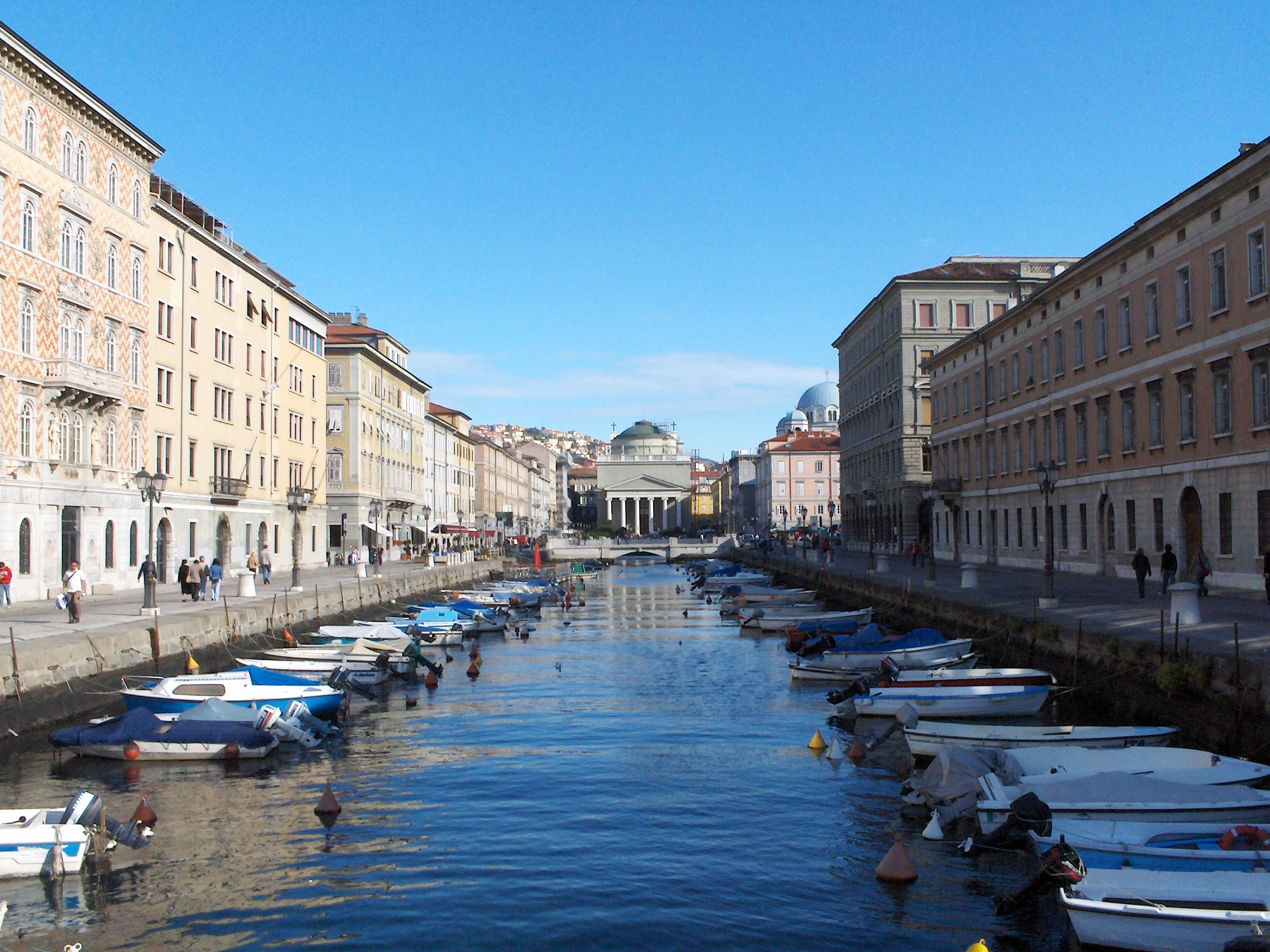
Herzstück des Borgo Teresiano ist der Canal Grande

Das Borgo Teresiano ist ein Stadtviertel im Zentrum von Triest, direkt östlich des Hafenbeckens, das die österreichische Kaiserin Maria Theresia gegen Mitte des 18. Jahrhunderts erbauen ließ. Das Viertel diente als neues Handelszentrum der Stadt und ist eines der ersten Beispiele einer modernen städtebaulichen Planung. Zusammen mit den Stadtteilen Borgo Giuseppino, Barriera Nuova, San Vito und Città Vecchia bildet das Borgo Teresiano heute den Stadtbezirk 4 (Circoscrizione IV).

## Bezeichnung
Der Name Borgo Teresiano (Theresienvorstadt) leitet sich von dem Namen Maria Theresias ab. Im Volksmunde wird das Stadtviertel auch als Città Nuova (Neustadt) bezeichnet.

## Lage und Struktur
Das Borgo Teresiano erstreckt sich zwischen der Via Ghega und dem Corso Italia auf einer Seite und zwischen der Adria und der Via Carducci auf der anderen Seite. 
Das Stadtviertel hat eine kreuzförmige Struktur und besteht aus linear verlaufenden Straßen, die im rechten Winkel aufeinandertreffen. Herzstück ist der Canal Grande, der rechtwinkelig von der Uferstraße in die Stadt führt. Am Kanal und auch im übrigen Teil des Stadtviertels wurden vorwiegend Häuser für Kaufleute und Händler errichtet. 

## Geschichte

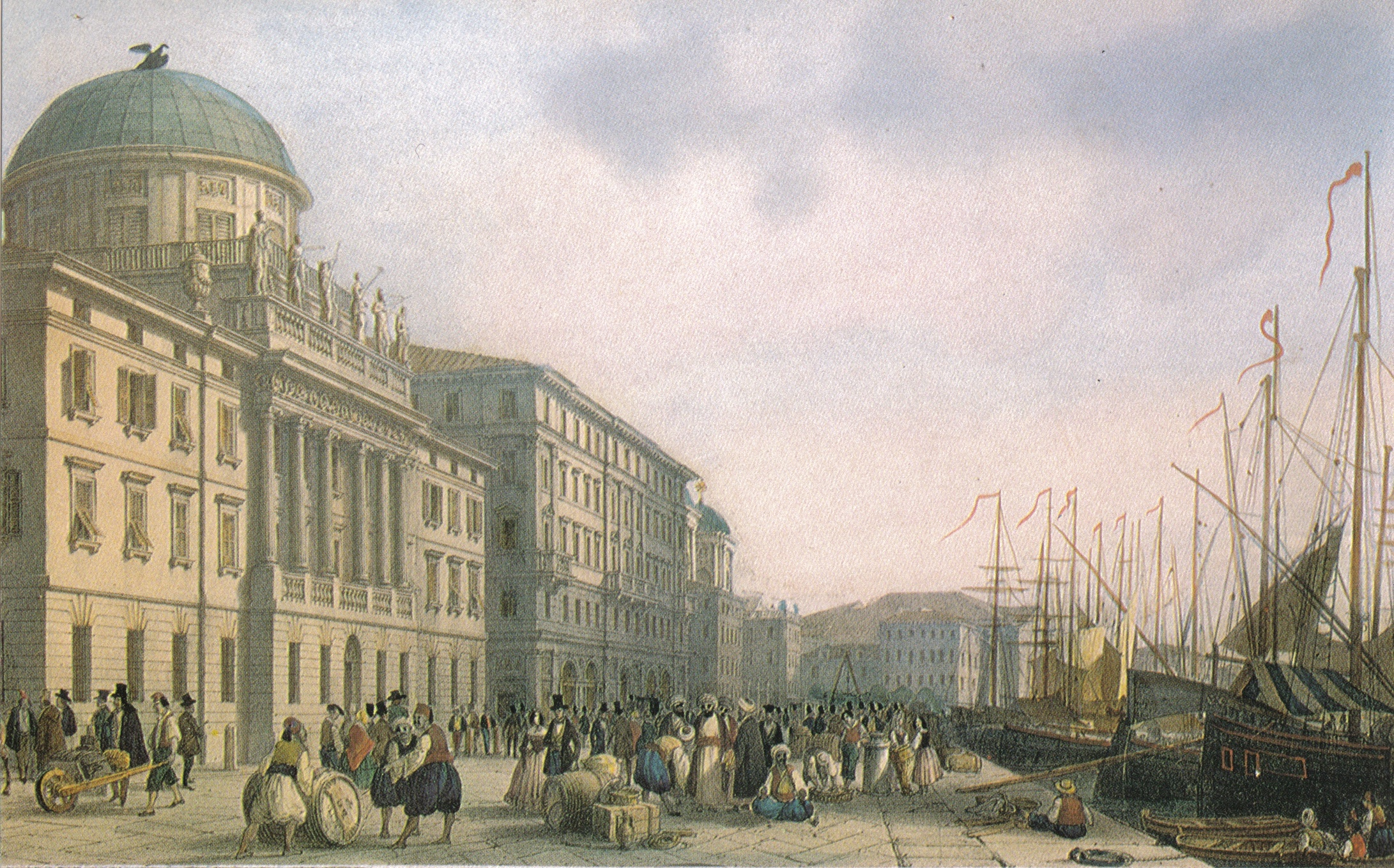
Der Hafen vor Palazzo Carciotti um 1850 (Giovanni Pividor)

Die Ernennung Triests zum Freihafen 1719 durch Kaiser Karl VI. führte zu einem enormen wirtschaftlichen Aufschwung der Stadt und zu einem rapiden Bevölkerungswachstum. 1730 enteignete Karl VI. die Salzfelder vor den Toren der Stadt, um einen neuen Stadtteil zu gründen, der Platz für die schnell wachsende Bevölkerung schaffen sollte. Als sich die Stadt über die alten Stadtmauern ausdehnte, ließ Karls Tochter Kaiserin Maria Theresia diese 1749 schleifen und initiierte auf weiteren Salinenfeldern den Bau des Stadtviertels Borgo Teresiano, das als neues Handelszentrum dienen sollte und ein frühes Beispiel städtebaulicher Planung darstellte. Der Bebauungsplan des Gebiets stammte von Johann Conrad de Gerhardt; die Aufsicht über das Bauvorhaben wurde einer Baukommission unter der Leitung von Francesco Bonomo anvertraut. Grund für die anfangs mühsam verlaufende Bebauung und Besiedlung des Borgo Teresiano war nicht das fehlende Bauinteresse, sondern ein Mangel an Arbeitskräften, die für die Trockenlegung des Gebietes erforderlich waren. In der ersten Bauphase wurde mit dem Gebiet zwischen der Altstadt und dem Canal Grande begonnen. Erst 1777 wurden die Pläne für die Fläche jenseits des Kanals umgesetzt. 
Die Baukommission legte für die neu zu erstellenden Gebäude genaue Richtlinien fest. Dabei gab es zwei Gebäudetypen: Wohn- und Geschäftshäuser. Die Geschäftsgebäude bestanden aus hohen Lagerräumen im Erdgeschoss, Wohnungen im ersten Stock und einem Dachgeschoss. Bei den Wohnhäusern waren hingegen zwei Etagen mit Wohnräumen vorgesehen. Die Bauherren, die meist reiche Kaufleute waren, beauftragten bekannte Architekten und Künstler wie Matteo Pertsch, Pietro Nobile und Cesare Dell’Acqua zur Planung und Gestaltung ihrer zukünftigen Geschäfts- und Wohngebäude.

## Bedeutende Bauwerke und Orte

### Canal Grande

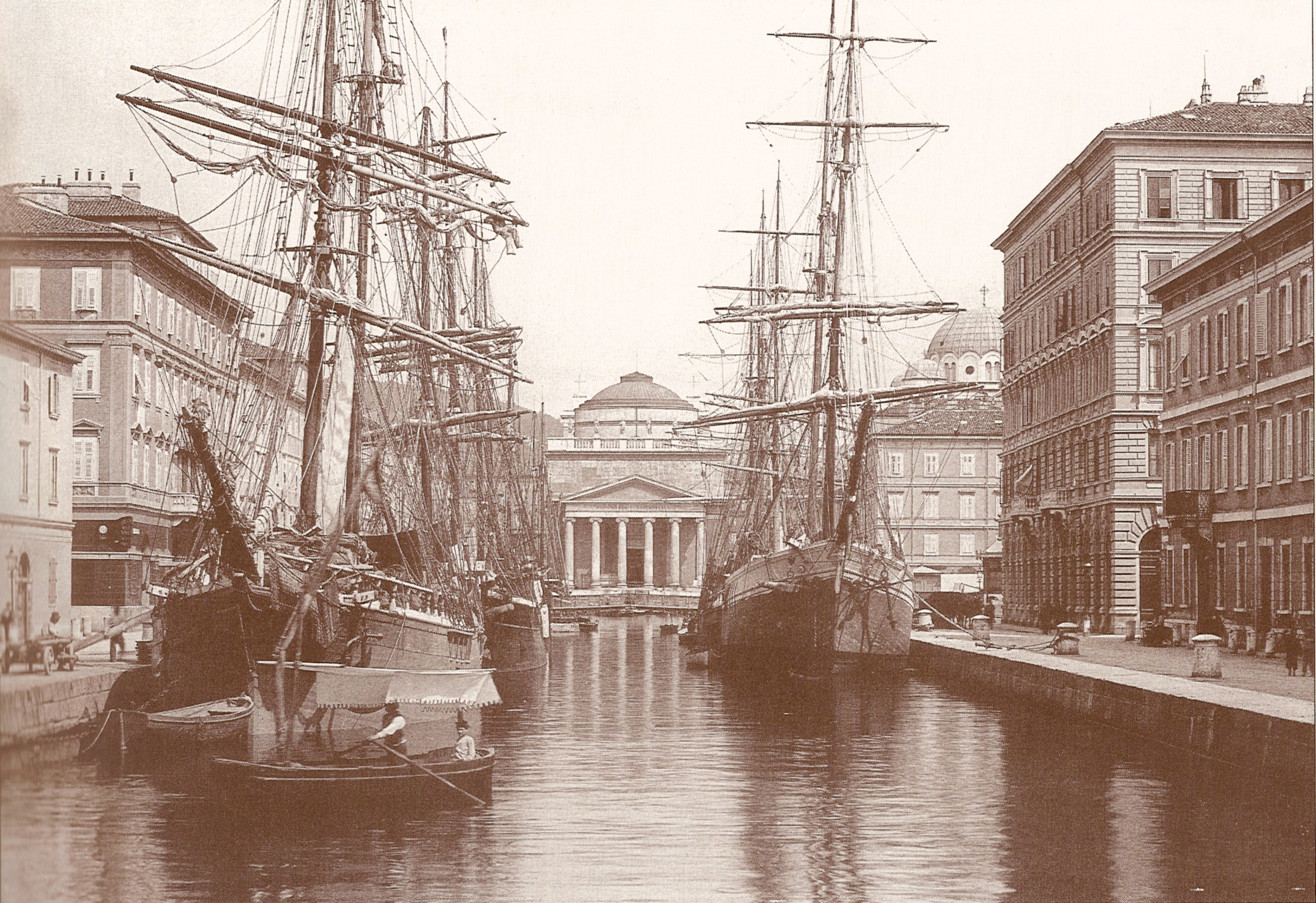
Canal Grande um 1900

Der Canal Grande stellt das Herzstück des Borgo Teresiano dar. Er führt rechtwinkelig von der Uferstraße in die Stadt und fügt sich in das schachbrettähnlich angelegte Straßenbild des Stadtviertels ein. Der Kanal wurde gebaut, damit Handelsschiffe mitten in die Stadt einfahren und Ware ein- und ausladen konnten. Heute erscheint die Wasserstraße nicht mehr in ihrer ursprünglich angelegten Länge und erfüllt nicht mehr ihre anfängliche Funktion: Ein Teil des Kanals wurde aus Verkehrsgründen zugeschüttet. Die Drehbrücken wurden durch feste ersetzt, so dass heute keine Segelschiffe oder großen Handelsschiffe, sondern nur kleine Fischerboote den Kanal befahren können. 
Am Kanal entlang befinden sich die Kirchen Sant'Antonio Nuovo und SS. Trinità e San Spiridione sowie die ehemaligen Privathäuser von vorwiegend aus Griechenland und Serbien stammenden Kaufleuten wie Palazzo Carciotti, Palazzo Gopcevich und Palazzo Scaramangà.

### Piazza del Ponterosso
Die Piazza del Ponterosso, die direkt an den Canal Grande grenzt, wurde 1854 fertiggestellt und stellte den ersten Platz der Neustadt dar. Die Bezeichnung erhielt der Platz von der rotgestrichenen Holzbrücke, die an dieser Stelle zum anderen Kanalufer führte. In der Mitte des Platzes steht der Brunnen Fontana del Giovannin, der 1753 von Giuseppe Mazzoleni erbaut wurde und der an die unter Maria Theresia erbaute Wasserleitung angeschlossen war. Die Piazza dient heute als Marktplatz für viele Bauern aus der Umgebung von Triest.

Sant'Antonio Nuovo am Canal Grande

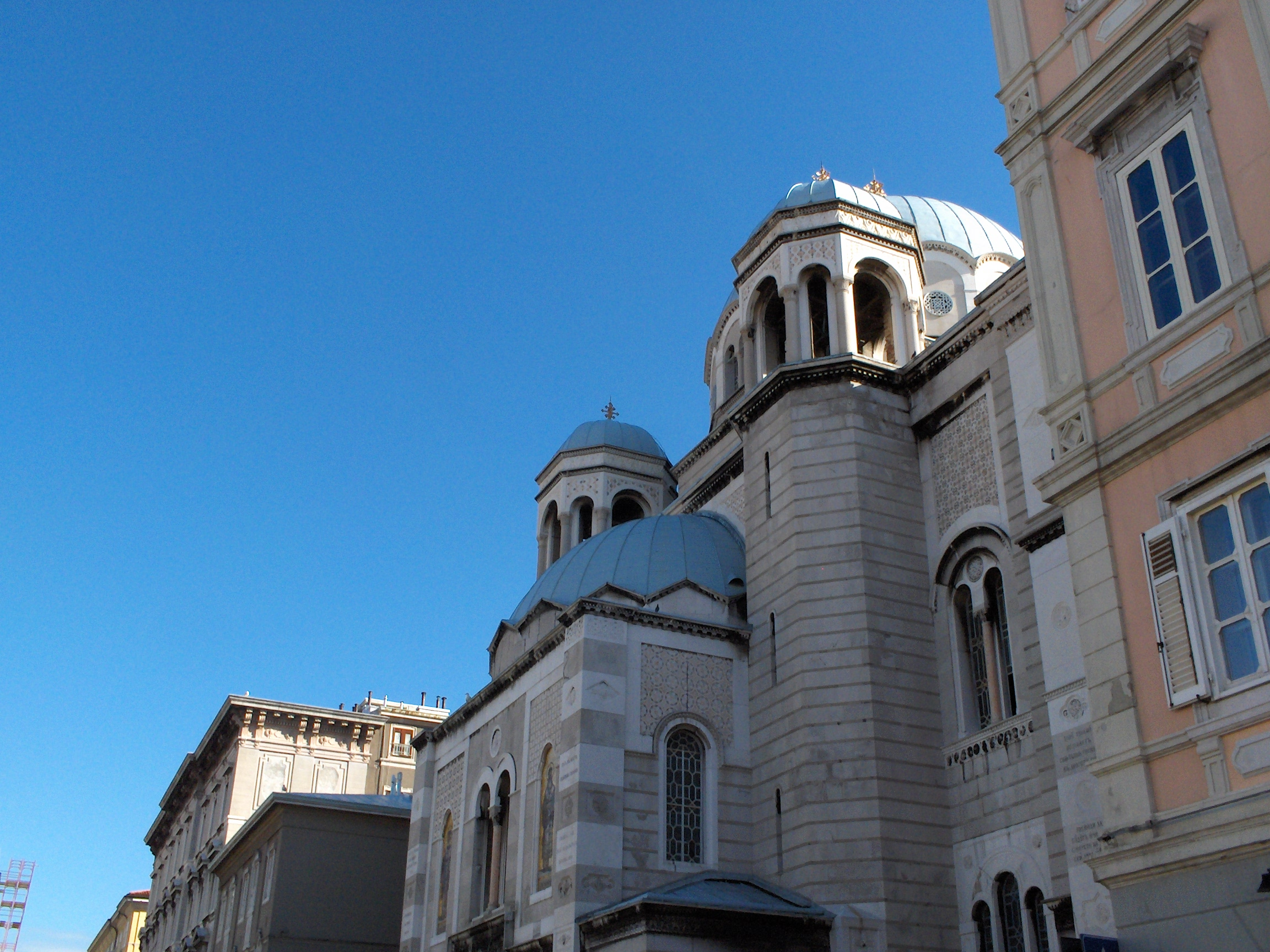
Serbisch-orthodoxe Kirche SS. Trinità e S. Spiridione

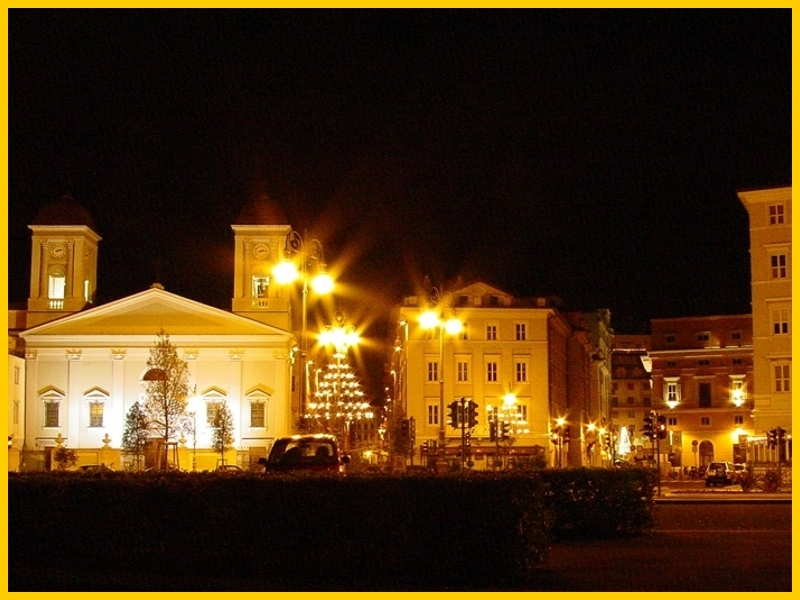
Griechisch-orthodoxe Kirche San Nicolò dei Greci

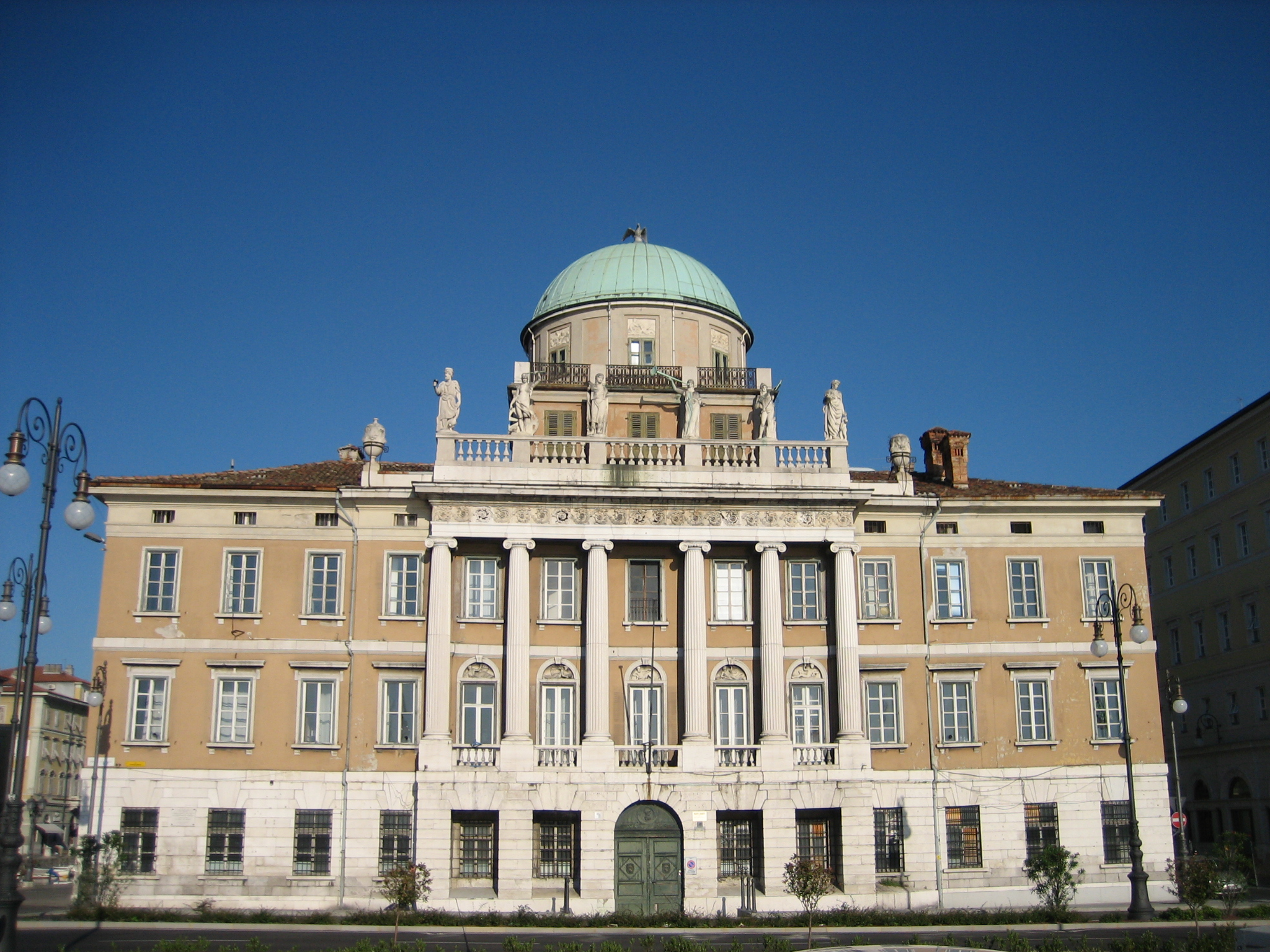
Palazzo Carciotti

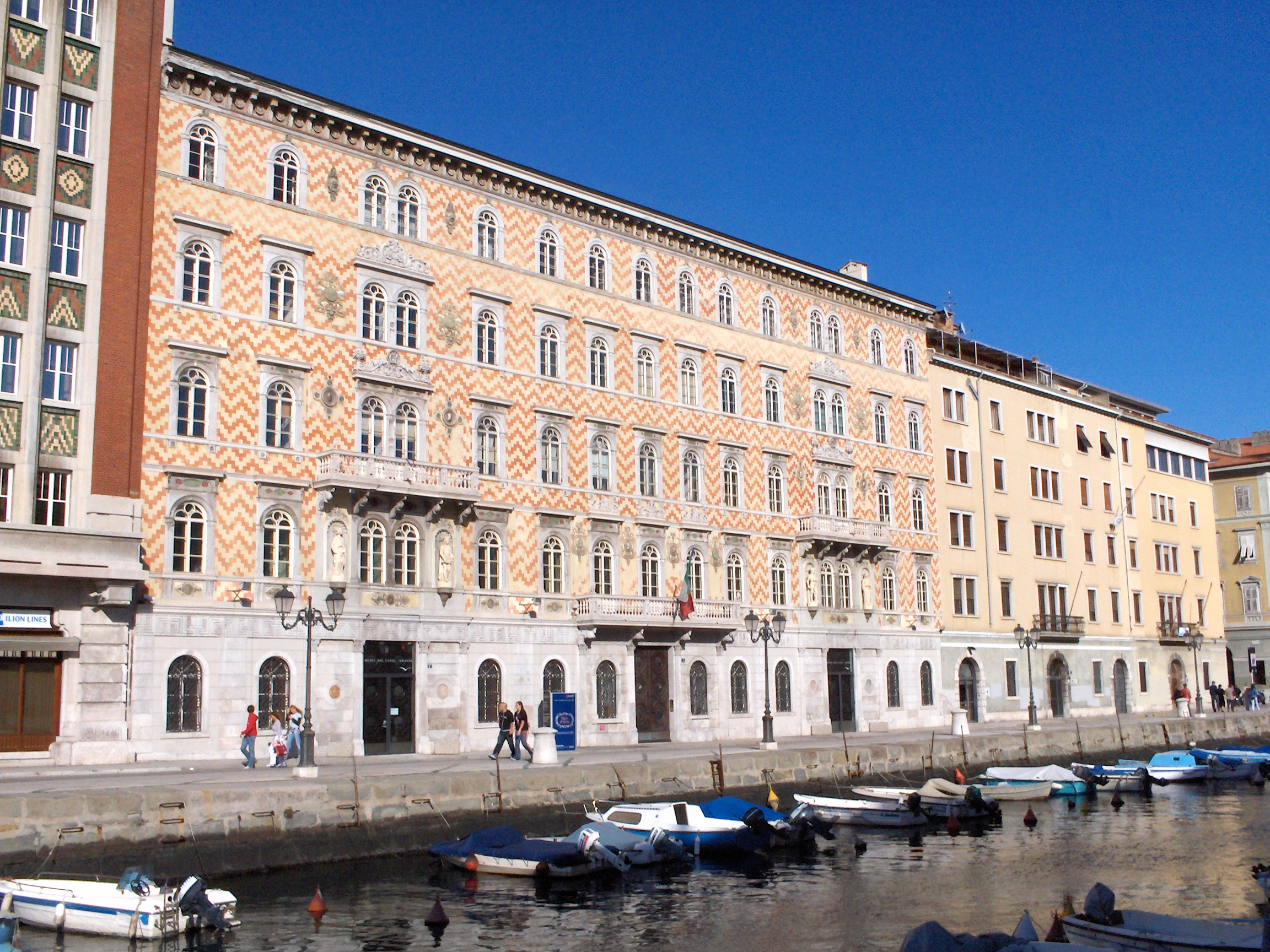
Palazzo Gopcevich am Canal Grande

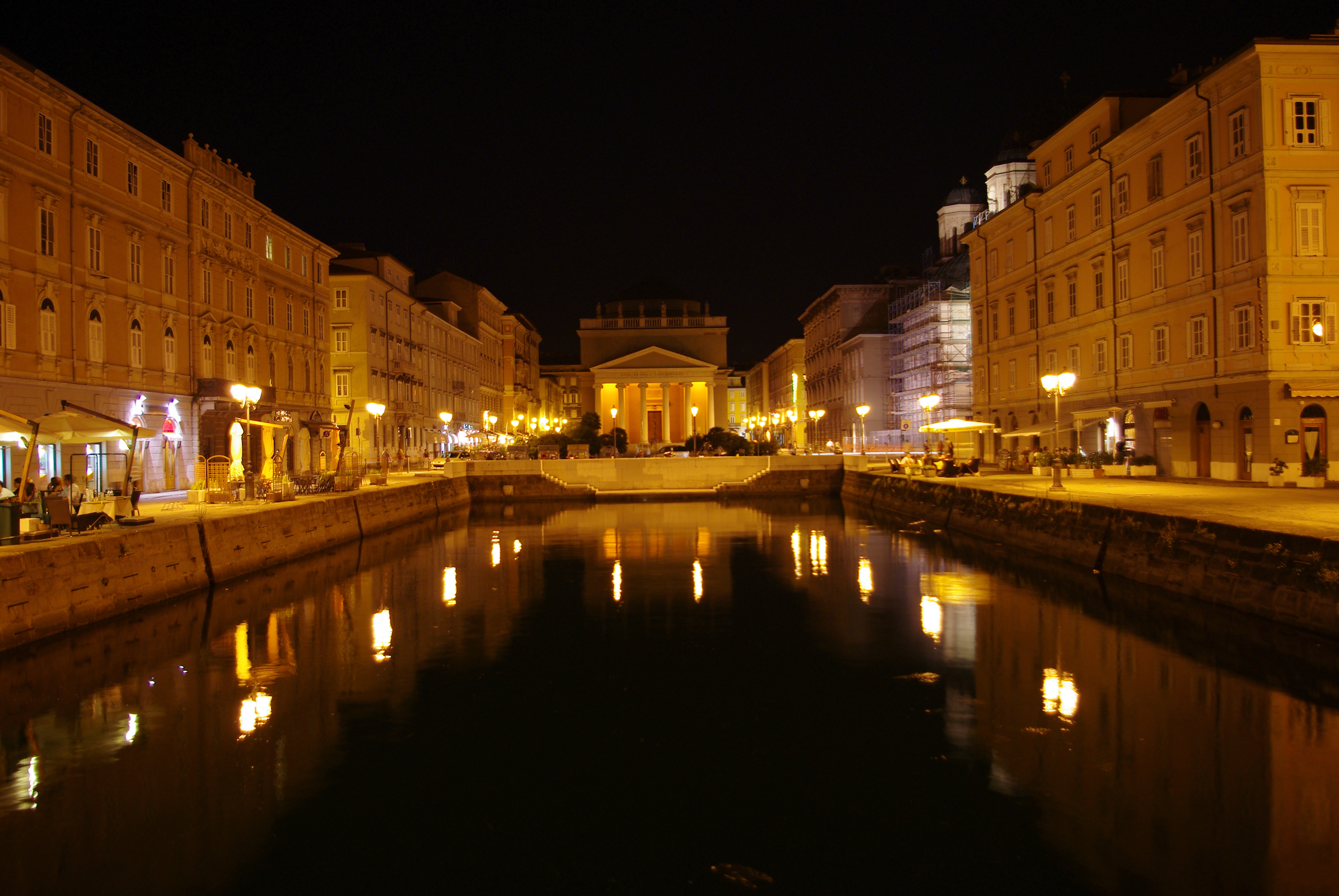
Canal Grande nachts

### Kirchen

#### Sant’Antonio Nuovo
Am Ende des Canal Grande befindet sich die katholische Kirche Sant’Antonio Nuovo, die auch Sant’Antonio Taumaturgo genannt wird. Erbaut zwischen 1823 und 1849 nach dem Entwurf des Tessiner Architekten Pietro Nobile wurde sie 1842 geweiht und stellt heute das größte katholische Gotteshaus in Triest dar. Die klassizistische Fassade des Gotteshauses weist einen Vorbau aus sechs ionischen Säulen auf, die ein dreieckiges Giebelfeld stützen. Darüber befindet sich eine Balustrade mit den Statuen von acht Triestiner Märtyrern, die von einer Kuppel überragt werden. Im Inneren des einschiffigen Gotteshauses befinden sich die Werke von zahlreichen venezianischen Malern des 18. und 19. Jahrhunderts wie Die Heimsuchung der Jungfrau (1769) von Alessandro Longhi  (1733–1813), dem Sohn von Pietro Longhi.

#### SS. Trinità e San Spiridione
Das Gotteshaus der serbisch-orthodoxen Gemeinde SS. Trinità e San Spiridione befindet sich an der Südseite des Canal Grande. Das orientalisch wirkende Gotteshaus wurde zwischen 1861 und 1869 nach dem Entwurf des Mailänder Architekten Carlo Maciachini erbaut. Der Grundriss der Kirche entspricht einem griechischen Kreuz. An derselben Stelle stand schon vorher eine Kirche, die von der serbisch- und griechisch-orthodoxen Gemeinde geteilt worden war. Nach der Trennung der beiden Gemeinden übersiedelten die Griechen an die Seepromenade in die neu errichtete Kirche San Nicolò dei Greci, die Serben blieben am ursprünglichen Standort.

#### San Nicolò dei Greci
Die griechisch-orthodoxe Kirche San Nicolò dei Greci befindet sich an der Uferpromenade Riva 3 Novembre. Das Gotteshaus wurde von der griechisch-orthodoxen Gemeinde 1784 erbaut und 1787 dem Heiligen Nikolaus geweiht. Seine klassizistische Fassade mit den zwei Glockentürmen erhielt das Gebäude zwischen 1818 und 1819 nach den Plänen des deutschen Architekten Matteo Pertsch, der auch das Innere der Kirche veränderte. Neben zahlreichen Ikonenbildern wird der Kirchenraum heute durch Gemälde von Cesare Dell’Acqua geschmückt.

### Weitere Gebäude

#### Palazzo Carciotti
An der Mündung des Canal Grande befindet sich der Palazzo Carciotti. Der Palast wurde auf Veranlassung des griechischen Kaufmanns Demetrio Carciotti und unter Leitung des Architekten Matteo Pertsch zwischen 1802 und 1805 erbaut und stellt eines der bedeutendsten Beispiele des Triestiner Klassizismus dar. Die Fassade hat einen Vorbau mit sechs ionischen Säulen, die eine Brüstung mit allegorischen Statuen der sechs Hauptgötter des Olymps tragen. Die Balustrade wird von einer Kuppel überragt. Der napoleonische Adler auf der Kuppelspitze ist ein Zeichen dafür, dass das Gebäude zur Zeit der Besetzung Triests durch die Franzosen fertiggestellt wurde. Im Inneren des Gebäudes dominiert der Rundsaal unter der Kuppel. Die Innenräume sind mit zahlreichen Fresken von Giuseppe Bison und Statuen von Antonio Bosa geschmückt.

#### Palazzo Aedes
An der Kanalmündung gegenüber von Palazzo Carciotti steht Palazzo Aedes, ein Gebäude aus rotem Backstein, das 1928 von dem Triestiner Architekten Arduino Berlam entworfen wurde und weniger aufgrund seiner Höhe als vielmehr wegen der Neuheit und dem Kontrasteffekt der Backsteinfassade seinen Namen Grattacielo Rosso (roter Wolkenkratzer) erhalten hat. 

#### Palazzo Gopcevich
Neben Palazzo Aedes befindet sich der Palazzo Gopcevich, welcher 1850 von Giovanni Andrea Berlam für den serbischen Bankier Spiridon Gopcevich im eklektischen Stil errichtet wurde. Die Statuen, Medaillons und Friese an der Fassade erinnern an die Teilnehmer der für Serbien geschichtsträchtigen Schlacht auf dem Amselfeld 1389 unter König Lazar im heutigen Kosovo. Im ersten Stockwerk ist seit 1924 das Museo Teatrale Carlo Schmidl für Musik und Schauspielkunst untergebracht. Zahlreiche andere Kulturveranstaltungen finden ebenfalls in dem repräsentativen Gebäude statt.

#### Palazzo Scaramangà
Palazzo Scaramangà ist das ehemalige Wohnhaus von Giovanni Scaramangà d'Altomonte (1872–1960), einem Unternehmer mit griechischen Wurzeln, der das wirtschaftliche und kulturelle Leben der Stadt zu Beginn des 20. Jahrhunderts mitprägte. Nach seinem Tod vermachte Scaramangà seinen Besitz der Stadt Triest. Aus seinem Nachlass wurde das Museum Scaramangà (Museo della Fondazione Giovanni Scaramangà d'Altomonte) gegründet, das sich heute in dem Gebäude befindet. Die Stiftung umfasst Dokumente, Stiche, Münzen, Uhren und andere Kunstwerke aus der Vergangenheit Triests.